# Narodni park Mount Elgon
Narodni park Mount Elgon je narodni park v Keniji in Ugandi, ki leži 140 kilometrov severovzhodno od Viktorijinega jezera. Park pokriva površino 1279 kvadratnih kilometrov. Ugandski del parka pokriva 1110 km², kenijski del pa 169 km². Kenijski del parka je bil ustanovljen leta 1968, ugandski del leta 1992.

## Mount Elgon
Park je dobil ime po gori Mount Elgon, ugaslem ščitastem vulkanu na meji med Ugando in Kenijo. Najvišja točka gore, imenovana Wagagai (4321 m), je v celoti v Ugandi. Čeprav ni preverljivih dokazov o njegovem najzgodnejšem vulkanskem delovanju, geologi ocenjujejo, da je Mount Elgon star vsaj 24 milijonov let, zaradi česar je najstarejši ugasli vulkan v vzhodni Afriki. Ime gore izvira iz njenega masajskega imena, Ol Doinyo Ilgoon (Prsna gora). Kaldera je ena največjih nedotaknjenih kalder na svetu. V kalderi je tudi več pomožnih kraterjev. Topli izviri so ob reki Suam. Jama Kitum je široka več kot 60 metrov in prodre 200 metrov globoko. Jama vsebuje usedline soli in jo obiskujejo sloni, ki ližejo sol, ki je izpostavljena tako, da z okli dolbejo stene.

## Lokacija
Narodni park Mount Elgon je edinstveno razdeljen po sredini s kenijsko-ugandsko mejo. Gora Elgon je pomembno porečje za reko Nzoia, ki teče v Viktorijino jezero, in za reko Turkwel (znano kot reka Suam v Ugandi), ki se izliva v Turkansko jezero.
Podnebje je vlažno do zmerno suho. Letna količina padavin je več kot 1270 milimetrov. Sušna obdobja trajajo od junija do avgusta in od decembra do marca, čeprav lahko dežuje kadar koli.

## Vegetacija
Elgonova pobočja podpirajo bogato raznolikost vegetacije, ki sega od gorskega gozda do visokega odprtega barja, posejanega z orjaško lobelijo (Lobelia telekii), Dendrosenecio adnivalis in resjem. Rastlinstvo se spreminja glede na višino. Pobočja gora so pokrita z mokrim montanskim gozdom Elgonove oljkovke (Olea capensis subsp. macrocarpa) in sapotovko Aningeria adolfi-friederici. V višjih legah se to spremeni v gozd oljkovk in iglavcev Afrocarpus gracilior, nato pa v cono Afrocarpus in afrišeka alpskega bambusa Yushania alpina. Še višje je cona Hagenia abyssinica in nato močvirje z drevesnimi vresami Erica arborea in Erica trimera, grmičastimi travami, kot sta Agrostis gracilifolia in Festuca pilgeri, zelišči, kot so plahtica Alchemilla, smilj Helichrysum, Lobelia in orjaškima Dendrosenecio elgonensis in Dendrosenecio elgonensis.
Botanična pestrost parka vključuje še afriški brin (Juniperus procera), rizoforovko (Cassipourea malosana), bezeg (Sambucus adnata), čiste sestoje Afrocarpus gracilior in številne orhideje.
Od 400 vrst, zabeleženih na tem območju, so naslednje posebej pomembne, saj se pojavljajo samo v visokogorskem širokolistnem montanskem gozdu: Ardisiandra wettsteinii, Carduus afromontanus, Echinops hoehnelii, Ranunculus keniensis (prej domnevno, da je endemit za Mount Kenya) in Romulea keniensis.

## Živalstvo
Sloni in bivoli pogosto zahajajo na nižja pobočja. Park je tudi dom številnim majhnim antilopam in duikerjem ter gozdnim opicam, vključno s črno-belim kolobusom in diademsko zamorsko mačko. Poročali so o črnolični belonosi zamorski mački (cercopithecus ascanius), potem ko so domnevali, da so lokalno izumrle. Tam živita leopard in hijena.
Mount Elgon je dom najmanj 144 vrst ptic. Posebej zanimivi so Jacksonov frankolin (Pternistis jacksoni), vzhodni bronasti golob (Columba delegorguei), Hartlaubov turaco (Tauraco hartlaubi), Nectarinia tacazze in ogroženi brkati ser zaradi njihovega omejenega območja.
Ogroženi kačji pastir Notogomphus maathaiae, je bil tukaj odkrit leta 2005 in poimenovan po Nobelovi nagrajenki Wangari Maathai.
Polovica vrst metuljev v Ugandi je bila zabeležena na gori Elgon.

## Vodenje ohranjanja
Pred kolonialno upravo je bilo ozemlje okoli gore Elgon upravljano na podlagi domorodnih struktur in pravil oblasti, ki so prepovedovala določeno prekomerno uporabo naravnih virov na zgornjih višinah gore v skupni lasti. Povpraševanje po teh virih je bilo trajnostno zadovoljeno, ker je bila gostota prebivalstva v okolici mnogokrat manjša kot je danes.

### Uganda
Uprava protektorata Ugande je svojo stran gore Elgon leta 1929 objavila kot gozdni rezervat, ki ga je upravljalo Ministrstvo za gozdarstvo. Leta 1937 je bila raziskava meje končana, vendar so bile parcele večkrat degazetirane, da bi zagotovili zemljišče lokalnim prebivalcem. Leta 1940 je območje postalo kronski gozd Mount Elgon, leta 1951 pa osrednji gozdni rezervat.
Leta 1983 je ugandska vlada odprla 6000 hektarov rezervata za naselitev skupine Benet-Ndorobo. Dodatnih 1500 hektarjev je bilo nezakonito poseljenih. Območje je pravno ostalo del rezervata do leta 2002, ko so ga uradno razglasili. Upravljanje parka je med državljanskimi vojnami razpadlo. Januarja 1994 je bil rezervat končno spremenjen v narodni park, čeprav se je sečnja lesa na nekaterih območjih nadaljevala.

## Zanimivosti
Skupaj s favno in floro ima park raznoliko pokrajino; to vključuje pečine, jame, slapove, soteske, kaldere, vroče izvire in gorske vrhove. Najbolj priljubljena območja so štiri prostrane jame, ki jih je mogoče raziskati, kamor pogosti nočni obiskovalci, kot so sloni in bivoli, prihajajo lizat naravno sol, ki jo najdejo na stenah jam. Jama Kitum s previsnimi kristalnimi stenami vstopa 200 m v breg gore Elgon.
Na Endebess Bluffu je panoramski pogled na pobočja, soteske, mizaste vrhove in reke. Najvišji vrh gore Elgon na kenijski strani, Koitoboss, meri 4155 m in ga pohodniki zlahka dosežejo v približno dveh urah od konca ceste. Dejavnosti vključujejo:
- Vožnja za vozila, ki vodijo do območij za opazovanje živali, jam in vrha Koitoboss.
- Samovodene sprehajalne poti
- Pohod na Endebess Bluff in Koitoboss Peak
- Primati in opazovanje ptic
- Raziskovanja jam
- Fotografiranje

### Jame Mount Elgon
Nedavne študije so pokazale, da sloni in drugi sesalci veliko prispevajo k razvoju teh edinstvenih naravnih pojavov. Živali pogosto pridejo ponoči, da bi 'izkopale' naravno sol tako, da jo ližejo s sten jame. Jame so označene in obiskovalci parka lahko raziskujejo Kitum, Chepnyali in Mackingeny.
Družinske jame Cheworei na območju Chesokwo, ki vključuje jame Chebui, jame Kebenob-Teretit in Kochonget.

### Druge zanimivosti
Druge zanimivosti so starodavne jamske poslikave v bližini izhodišča poti v Budadiriju in vroči izviri v kraterju nekdanjega vulkana, ki brbotajo pri temperaturah do 48 °C.
Jackson's Pool stoji na 4050 m in je naravni bazen s plitvo vodo. Ta bazen leži v senci 4165 m visokega Jackson's Peaka, samostoječega vulkanskega čepa, ki se dviga z zahodnega pobočja gore. Te značilnosti so dobile ime po raziskovalcu Fredericku Jacksonu, ki se je leta 1889 kot prvi Evropejec povzpel na goro Elgon.

## Popularna kultura
Park je prizorišče dela knjige Richarda Prestona The Hot Zone. Jama Kitum je tudi prizorišče v knjigi.
Znani roman Henryja Riderja Haggarda Rudniki kralja Salomona so morda navdihnile jame Mt Elgon.